# Carlo Rubbia
Carlo Rubbia (Gorizia, Itàlia, 1934) és un físic i professor universitari italià guardonat amb el Premi Nobel de Física l'any 1984.

## Biografia
Va néixer el 31 de març de 1934 a la ciutat italiana de Gorizia, situada a la regió italiana de Friül-Venècia Júlia. El 1957, es llicencià en física a l'Escola Normal Superior de Pisa; l'any següent, ingressà a la Universitat de Colúmbia com a investigador i on es familiaritzà amb l'accelerador de partícules.
Entre 1971 i el 1988, es dedicà a la docència de física a la Universitat Harvard, i posteriorment fou director del CERN entre els anys 1989 i 1993. Actualment és professor de física a la Universitat de Pavia.

## Recerca científica
El 1960 entrà a formar part del CERN a Ginebra, on continuà els seus treballs de recerca sobre les partícules elementals. El 1976, fou el promotor de modificar el sincrotó del CERN per introduir el bombardeig conjunt de protons i antiprotons, cosa que esdevingué una realitat l'any 1981. La realització d'experiments amb aquesta nova tècnica dugué Rubbia, amb la col·laboració de Simon van der Meer, a l'experiment anomenat UA1, que comportà el descobriment d'una nova partícula, anomenada bosó W. Posteriorment, ambdós científics realitzaren l'experiment UA2, amb el qual es descobrí el bosó Z.
L'any 1984 fou guardonat, al costat de van der Meer, amb el Premi Nobel de Física pels seus treballs que han permès descobrir el Bosó W i Z.
Rubbia inventà el concepte per a un nou tipus de reactor nuclear, el qual anomenà amplificador d'energia. Aquest concepte de disseny intrínsecament segur combina un accelerador de partícules amb un reactor nuclear subcrític que pugui fer ús del tori com a combustible, i ocasiona una reacció de fusió, les deixalles produïdes del qual esdevenen actives durant un període més curt de temps que les produïdes pels reactors convencionals.